# اچ‌ام‌اس اسپرینگر (پی۲۶۴)
اچ‌ام‌اس اسپرینگر (پی۲۶۴) (به انگلیسی: HMS Springer (P264)) یک زیردریایی بود که طول آن ۲۱۷ فوت (۶۶ متر) بود. این زیردریایی در سال ۱۹۴۵ ساخته شد.